# Virtus Eirene Ragusa 2020-2021
Questa voce raccoglie le informazioni riguardanti la Virtus Eirene Ragusa nelle competizioni ufficiali della stagione 2020-2021.

## Stagione
La stagione 2020-2021 è stata l'ottava che la squadra, sponsorizzata Passalacqua Trasporti, ha disputato in Serie A1.

## Verdetti stagionali
- Serie A1: (28 partite)

stagione regolare: 3º posto su 14 squadre (19-5);
play-off: sconfitta alle semifinali da Schio (0-2).
- Coppa Italia: (2 partite)

sconfitta alle semifinali da Venezia (73-87).
- Supercoppa italiana: (2 partite)

sconfitta alle semifinali da Schio (60-82).

## Roster
| Passalacqua Ragusa | Passalacqua Ragusa |
| Giocatrici         | Staff tecnico      |
| ------------------ | ------------------ |

| 0  | Croazia (bandiera)     | C  | Ivana Tikvić          | 1994 | 189 cm |  |  |
| 3  | Italia (bandiera)      | G  | Nicole Romeo          | 1989 | 167 cm |  |  |
| 4  | Italia (bandiera)      | G  | Chiara Consolini (C)  | 1988 | 182 cm |  |  |
| 5  | Italia (bandiera)      | G  | Claudia Chessari      | 2005 |        |  |  |
| 6  | Italia (bandiera)      | P  | Sharon Baglieri       | 2000 | 158 cm |  |  |
| 6  | Italia (bandiera)      | G  | Giulia Trovato        | 2003 |        |  |  |
| 7  | Italia (bandiera)      | G  | Martina Kacerik       | 1996 | 181 cm |  |  |
| 8  | Italia (bandiera)      | A  | Marzia Tagliamento    | 1996 | 181 cm |  |  |
| 9  | Italia (bandiera)      | A  | Melaine Olodo         | 2003 | 182 cm |  |  |
| 10 | Italia (bandiera)      | GA | Francesca Bucchieri   | 2003 | 182 cm |  |  |
| 11 | Italia (bandiera)      | GA | Ludovica Tumeo        | 2005 |        |  |  |
| 12 | Italia (bandiera)      | A  | Valeria Trucco        | 1999 | 191 cm |  |  |
| 14 | Italia (bandiera)      | C  | Ludovica Sammartino   | 2005 |        |  |  |
| 15 | Stati Uniti (bandiera) | G  | Tyaunna Marshall      | 1992 | 175 cm |  |  |
| 20 | Stati Uniti (bandiera) | C  | Isabelle Harrison     | 1993 | 190 cm |  |  |
| 21 | Italia (bandiera)      | A  | Giuditta Nicolodi     | 1995 | 185 cm |  |  |
| 22 | Italia (bandiera)      | P  | Mariella Santucci     | 1997 | 170 cm |  |  |
| 34 | Finlandia (bandiera)   | A  | Awak Sabit Bior Kuier | 2001 | 195 cm |  |  |

| Allenatore |
| - Gianni Recupido                                                                                                  |
| Assistente/i |
| - Angela Gianolla (Vice allenatore) - Davide Ceccato Legenda - (C) Capitano Roster Aggiornato al: 22 dicembre 2020 |

## Statistiche

### Statistiche di squadra
| Competizione        | Punti | In casa | In casa | In casa | In casa | In casa | In trasferta | In trasferta | In trasferta | In trasferta | In trasferta | Totale | Totale | Totale | Totale | Totale | Totale |
| Competizione        | Punti | G       | V       | P       | Ptf     | Pts     | G            | V            | P            | Ptf          | Pts          | G      | V      | P      | Ptf    | Pts    | Diff.  |
| ------------------- | ----- | ------- | ------- | ------- | ------- | ------- | ------------ | ------------ | ------------ | ------------ | ------------ | ------ | ------ | ------ | ------ | ------ | ------ |
| Serie A1            | 38    | 12      | 11      | 1       | 915     | 756     | 12           | 8            | 4            | 875          | 773          | 24     | 19     | 5      | 1790   | 1529   | +261   |
| Play-off            |       | 2       | 1       | 1       | 144     | 144     | 2            | 1            | 1            | 114          | 114          | 4      | 2      | 2      | 258    | 258    | 0      |
| Coppa Italia        |       | -       | -       | -       | -       | -       | 2            | 1            | 1            | 163          | 167          | 2      | 1      | 1      | 163    | 167    | -4     |
| Supercoppa italiana |       | -       | -       | -       | -       | -       | 2            | 1            | 1            | 130          | 146          | 2      | 1      | 1      | 130    | 146    | -16    |
| Totale              |       | 14      | 12      | 2       | 1059    | 900     | 18           | 11           | 7            | 1282         | 1200         | 32     | 23     | 9      | 2341   | 2100   | +241   |

### Statistiche delle giocatrici
Campionato (stagione regolare e play-off)
| Giocatrice          | Partite | Partite | Min. | Pun | Tiri da 2 | Tiri da 2 | Tiri da 2 | Tiri da 3 | Tiri da 3 | Tiri da 3 | Tiri Liberi | Tiri Liberi | Tiri Liberi | Rimbalzi | Rimbalzi | Rimbalzi | Palle | Palle | Stopp. | Stopp. | Ass | Falli | Falli | Val. |
| Giocatrice          | Pr      | PG      | Min. | Pun | R         | T         | %         | R         | T         | %         | R           | T           | %           | D        | O        | T        | P     | R     | S      | D      | Ass | F     | S     | Val. |
| ------------------- | ------- | ------- | ---- | --- | --------- | --------- | --------- | --------- | --------- | --------- | ----------- | ----------- | ----------- | -------- | -------- | -------- | ----- | ----- | ------ | ------ | --- | ----- | ----- | ---- |
| Sharon Baglieri     | 13      | 3       | 8    | 2   | 0         | 1         | 0         | 0         | 1         | 0         | 2           | 2           | 100         | 1        | 1        | 2        | 1     |       |        |        |     |       | 1     | 2    |
| Francesca Bucchieri | 28      | 14      | 82   | 14  | 5         | 10        | 50        | 0         | 4         | 0         | 4           | 7           | 57          | 4        | 3        | 7        | 4     | 2     |        | 2      | 2   | 14    | 5     | 2    |
| Claudia Chessari    | 14      | 3       | 4    | 0   |           |           |           |           |           |           |             |             |             |          |          |          |       |       |        |        |     | 1     |       | -1   |
| Chiara Consolini    | 26      | 26      | 576  | 163 | 46        | 99        | 46        | 20        | 62        | 32        | 11          | 18          | 61          | 47       | 10       | 57       | 35    | 14    | 1      | 7      | 51  | 26    | 24    | 152  |
| Isabelle Harrison   | 22      | 22      | 605  | 339 | 143       | 259       | 55        | 0         | 8         | 0         | 53          | 73          | 73          | 108      | 46       | 154      | 51    | 35    | 3      | 16     | 42  | 56    | 71    | 403  |
| Martina Kacerik     | 10      | 9       | 120  | 20  | 2         | 5         | 40        | 5         | 14        | 36        | 1           | 2           | 50          | 8        |          | 8        | 8     | 6     | 1      | 1      | 14  | 11    | 2     | 18   |
| Awak Kuier          | 28      | 28      | 702  | 258 | 84        | 162       | 52        | 20        | 67        | 30        | 30          | 44          | 68          | 149      | 39       | 188      | 46    | 19    | 2      | 45     | 44  | 42    | 46    | 371  |
| Tyaunna Marshall    | 27      | 26      | 710  | 281 | 99        | 183       | 54        | 17        | 60        | 28        | 32          | 41          | 78          | 97       | 45       | 142      | 34    | 42    | 3      | 7      | 71  | 58    | 43    | 355  |
| Giuditta Nicolodi   | 28      | 24      | 374  | 73  | 27        | 70        | 39        | 3         | 14        | 21        | 10          | 22          | 45          | 49       | 18       | 67       | 32    | 16    | 5      | 2      | 25  | 43    | 28    | 65   |
| Melaine Olodo       | 2       | 0       |      | 0   |           |           |           |           |           |           |             |             |             |          |          |          |       |       |        |        |     |       |       |      |
| Nicole Romeo        | 28      | 28      | 824  | 333 | 36        | 77        | 47        | 75        | 167       | 45        | 36          | 43          | 84          | 72       | 6        | 78       | 70    | 41    | 4      | 2      | 92  | 49    | 78    | 361  |
| Mariella Santucci   | 27      | 26      | 628  | 211 | 44        | 100       | 44        | 23        | 84        | 27        | 54          | 75          | 72          | 70       | 19       | 89       | 52    | 40    | 3      | 7      | 96  | 46    | 61    | 265  |
| Marzia Tagliamento  | 18      | 18      | 371  | 170 | 32        | 64        | 50        | 31        | 88        | 35        | 13          | 16          | 81          | 46       | 8        | 54       | 30    | 8     | 1      | 1      | 31  | 30    | 20    | 131  |
| Ivana Tikvić        | 7       | 7       | 157  | 84  | 35        | 62        | 56        | 0         | 2         | 0         | 14          | 18          | 78          | 26       | 21       | 47       | 14    | 3     | 3      | 1      | 7   | 20    | 14    | 86   |
| Giulia Trovato      | 1       | 0       |      | 0   |           |           |           |           |           |           |             |             |             |          |          |          |       |       |        |        |     |       |       |      |
| Valeria Trucco      | 28      | 28      | 439  | 100 | 34        | 59        | 58        | 8         | 24        | 33        | 8           | 10          | 80          | 70       | 28       | 98       | 19    | 11    |        | 3      | 25  | 41    | 11    | 145  |